# Entobius euelpis
Entobius euelpis is een eenoogkreeftjessoort uit de familie van de Entobiidae. De wetenschappelijke naam van de soort is voor het eerst geldig gepubliceerd in 1948 door Barnard.